# Zolpidem
Zolpidemul (formulat de obicei ca tatrat de zolpidem) este un medicament sedativ-hipnotic utilizat în tratamentul insomniilor. Face parte din categoria hiponoticelor non-benzodiazepinice, subclasa imidazopiridinelor. Căile de administrare disponibile sunt: orală, sublinguală și rectală.
Molecula a fost aprobată pentru uz medical în Statele Unite ale Americii în anul 1992. Este disponibil sub formă de medicament generic încă din 2007.

## Utilizări medicale
Zolpidemul este utilizat pentru tratamentul de scurtă durată al insomniilor severe, invalidante, sau care induc epuizare extremă sau stres marcat. Cu alte cuvinte, este indicat în insomniile care nu au putut fi rezolvate prin mijloace non-farmacologice. Administrarea este orală și se face înainte de culcare.

## Farmacologie
Zolpidemul se leagă de situsul de legare specific benzodiazepinelor (BZ) de pe receptorul de tip A pentru acidul gama-aminobutiric (GABAA), acționând ca modulator alosteric pozitiv al acestuia. Această acțiune duce la diminuarea excitabilității neuronilor, inducând efectele sedativ-hipnotice. De asemenea, prezintă unele efecte anxiolitice, miorelaxante și anticonvulsivante, dar slabe.